# Teresa Franco Dias
Teresa Maria David de Paiva Franco Dias (* 29. September 1999 in Lissabon) ist eine portugiesische Tennisspielerin.

## Karriere
Franco Dias begann im Alter von fünf Jahren mit dem Tennissport und bevorzugt Hartplätze. Sie spielt hauptsächlich Doppel auf der ITF Women’s World Tennis Tour, wo sie bislang aber noch keinen Titel gewinnen konnte.
2023 spielte sie im Mai zusammen mit ihrer Partnerin Andra Sutherland im Doppel der XX Montemor Ladies Open, wo die beiden aber bereits in der ersten Runde gegen Maria Fernanda Navarro Oliva und Giulia Pereira De Aguiar mit 1:6 und 2:6 verloren. Im Juli erhielt sie bei den Porto Open zusammen mit Giulia Pereira De Aguiar eine Wildcard für das Hauptfeld im Damendoppel, wo die beiden aber bereits in der ersten Runde gegen Ana Candiotto und Rebeca Pereira mit 1:6 und 1:6 verloren. Im September erhielt sie zusammen mit Carolina Mesquita ebenfalls eine Wildcard für das Damendoppel der Caldas da Rainha Ladies Open, verloren dort aber gegen Kathleen Kanev und Margaux Rouvroy mit 0:6 und 4:6 in der ersten Runde.
2024 trat sie im Januar mit Elizabet Hamaliy bei den W50 Porto im Doppel an, die beiden verloren in der ersten Runde gegen Gao Xinyu und Anita Wagner mit 4:6 und 4:6. Bei den W75 Porto verlor sie mit Hamaliy gegen Anna Bondár und Céline Naef ebenfalls in der ersten Runde mit 0:6 und 1:6. Im April verlor sie an der Seite von Partnerin Amalia Suciu bei den W100 Oeiras Ladies Open in der ersten Runde mit 0:6 und 6:78 gegen Lucía Cortez Llorca und Ana Filipa Santos. Im Juli verlor sie bei den Porto Open in der ersten Runde zusammen mit Baylen Brown gegen Maja Chwalińska und Gabriela Knutson mit 1:6 und 2:6. Beim anschließenden Turnier Figueira da Foz International Ladies Open unterlag sie in der ersten Runde mit Partnerin Leno Couto nur knapp in drei Sätzen mit 7:63, 5:7 und [3:10] gegen Mina Hodzic und Sofia Pinto. Sie erreichte mit den Punkten aus den Erstrundenteilnahmen erstmals einen Platz in der Doppelweltrangliste. Im September verlor sie bei den FullProtein Caldas da Rainha Ladies Open in der ersten Runde im Doppel zusammen mit Iveta Dapkutė mit 2:6 und 1:6 gegen Conny Perrin und Emily Webley-Smith.

### College Tennis
Sie spielte 2018 bis 2019 für das Damentennisteam der Pacers der University of South Carolina Aiken und 2021 bis 2022 für die Jaguars der Augusta University.

## Privates
Teresa ist die Tochter von Miguel und Maria Dias. Sie hat drei Brüder José, Goncalo und Francisco, der für die George Washington University spielte sowie eine ältere Schwester Margarida. Sie machte ihren Abschluss in Sportwissenschaften.